# Lachlathetes furfuraceus
Lachlathetes furfuraceus is een insect uit de familie van de mierenleeuwen (Myrmeleontidae), die tot de orde netvleugeligen (Neuroptera) behoort. 
Lachlathetes furfuraceus is voor het eerst wetenschappelijk beschreven door Rambur in 1842.